# Asien-Pazifik

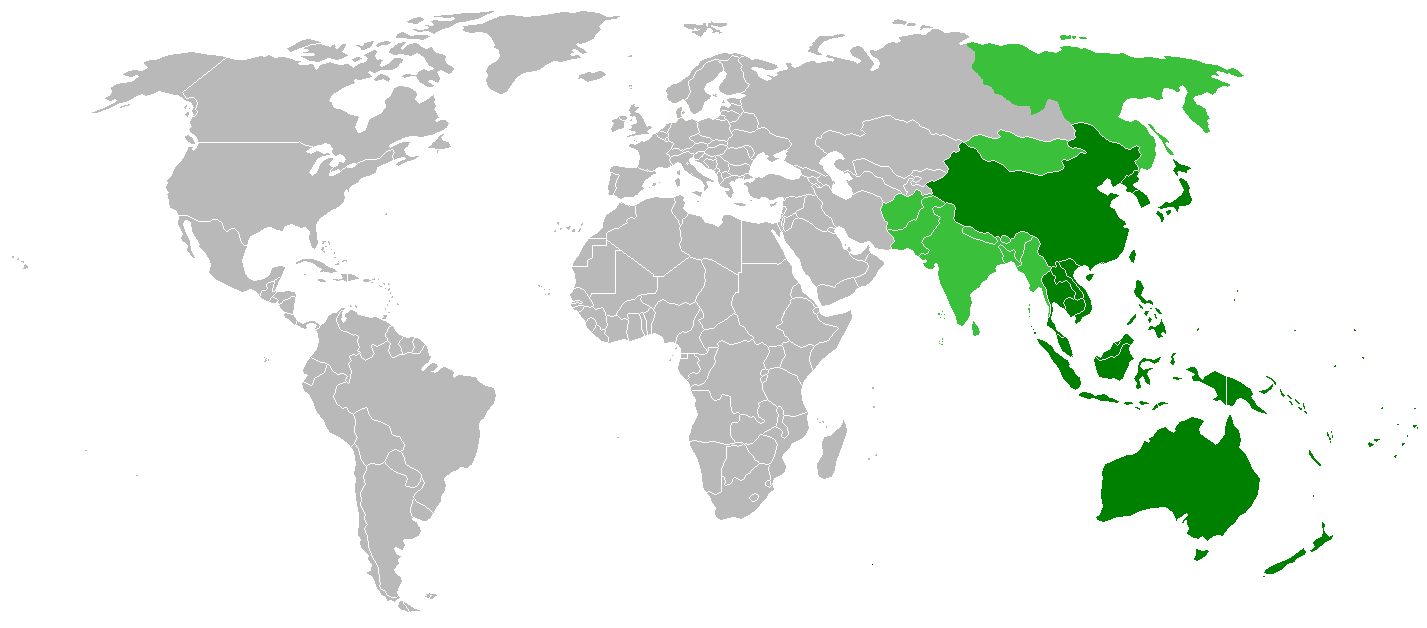
Region Asien-Pazifik

Asien-Pazifik umfasst die Regionen in Asien, Australien und Ozeanien, die im Westpazifik oder in der Nähe davon liegen.

## Geographie
Zur Region Asien-Pazifik gehören ein Großteil von Ostasien, Südostasien, Australien und Ozeanien. Manchmal wird Südasien dazu gerechnet, obwohl Indien und seine Nachbarn nicht am Pazifik, sondern am Indischen Ozean liegen. Der Begriff kann auch den Fernen Osten Russlands (Nordpazifik) einschließen, sowie die Länder in Nord- und Südamerika, die an der Ostküste des Pazifischen Ozeans liegen.
Diese Teilung der Welt in drei Wirtschaftsräume basiert auf der wirtschaftlichen Triade, diesen industrialisierten Zentren werden dann weitere Regionen zugeschlagen, wobei die Zuordnung der Länder nicht einheitlich ist: Eine Region Europa, Naher Osten und Afrika (EMEA) mit EU-Europa als Zentrum, Asien-Pazifik (kurz APAC, auch JAPA, APJ) mit Japan und China als Vorreiter, und die beiden/drei Amerikas (kurz AMER, auch NCSA).
Die Unterscheidung der nebeneinander existierenden Begriffe Asien, Ostasien/Ferner Osten und Asien-Pazifik ist in der Wirtschaftswissenschaft unterschiedlich, wobei eine explizite Thematisierung selten vorkommt, und eine eher willkürliche Gruppierung: Die offizielle Liste der Makro-Regionen der Vereinten Nationen führt nur Afrika, Amerika, Asien, Europa und Ozeanien.
- Hierbei gibt es auch den Begriff EMEIA: Europe, Middle East, India & Africa – betont die Zugehörigkeit Indiens zum Commonwealth und die Rivalität zwischen Indien und China, der Begriff Asien-Pazifik ist dann ohne Südasien

## Politik und Wirtschaft
Wenn auch eine genaue geographische Abgrenzung umstritten ist, wurde der Begriff „Asien-Pazifik“ in den späten 1980er Jahren beliebt, als Kapitalfluss, Handel und andere Formen der wirtschaftlichen und politischen Interaktion innerhalb der heterogenen Region erblühten.
Der Verband Südostasiatischer Nationen (ASEAN), 1967 gegründet, besitzt hier einen hohen Stellenwert. Die Asiatisch-Pazifische Wirtschaftliche Zusammenarbeit (APEC) ermöglicht seit 1989 einen regionalen Wirtschaftsdialog. 1994 wurde das ASEAN-Regionalforum (ARF) eingerichtet, in dem Sicherheitsfragen diskutiert werden sollen. Seit 1997 sind auch die drei größten Volkswirtschaften der Region – Volksrepublik China, Japan und Südkorea – durch ASEAN Plus Three in den multilateralen Strukturen der Region stärker vertreten. Ein weiteres Gremium entstand 2005 mit der Einberufung des ersten Ostasiengipfels (East Asia Summit, EAS) unter Teilnahme der ASEAN Plus Three sowie von Australien, Neuseeland und Indien.
Des Weiteren besteht seit 1985 die Südasiatische Vereinigung für regionale Kooperation (SAARC). Ihr Ziel ist die Kooperation in wirtschaftlichen und technischen Angelegenheiten, insbesondere Koordination in den Gebieten von Zöllen und grenzüberschreitendem Handel. 1971 entstand das Pacific Islands Forum (PIF), ein Konsultativforum der Inselstaaten des Pazifiks (Ozeanien) mit dem Ziel, die Zusammenarbeit auf politischem, wirtschaftlichem und kulturellem Gebiet zu fördern. 2001 wurde die Shanghaier Organisation für Zusammenarbeit (SOZ) gegründet. Sie vertritt rund ein Viertel der Weltbevölkerung und stellt damit die größte Regionalorganisation dar.
Seit 1996 findet das Asien-Europa-Treffen (ASEM) statt, ein interregionales Gesprächsforum, das für den multilateralen Austausch zwischen Europa und Asien in den Bereichen Wirtschaft, Politik, Bildung, Kultur, Umwelt- und Klimaschutz genutzt wird. Darüber hinaus gibt es mehrere subregionale Vereinigungen wie beispielsweise den Zusammenschluss der Mekong-Anrainer in der Mekong River Commission (MRC). Die 1995 gegründete Arbeitsgemeinschaft von Regierungsvertretern aus Kambodscha, Laos, Thailand und Vietnam hat das Ziel, die nachhaltige Entwicklung des Mekongs samt seinem Einzugsgebiet zu fördern.

## Gliederung
Die Region Asien-Pazifik umfasst im Allgemeinen:
| ASEAN+3 - Brunei - Volksrepublik China - Indonesien - Japan - Kambodscha - Laos - Malaysia - Myanmar - Philippinen - Singapur - Südkorea - Thailand - Vietnam | PIF - Australien - Cookinseln - Fidschi - Französisch-Polynesien - Kiribati - Marshallinseln - Föderierte Staaten von Mikronesien - Nauru - Neukaledonien - Neuseeland - Niue - Palau - Papua-Neuguinea - Salomonen - Samoa - Tonga - Tuvalu - Vanuatu | Andere - Amerikanisch-Samoa - Guam - Hongkong - Macau - Nordkorea - Nördliche Marianen - Osttimor - Taiwan - Tokelau - Wallis und Futuna |